# 노라 에프런
노라 에프런(Nora Ephron, 1941년 5월 19일 ~ 2012년 6월 26일)은 미국의 저널리스트, 영화 각본가, 영화 감독이다. 1992년 영화 《행복 찾기》를 통해 감독으로 데뷔했으며, 영화 《실크우드》, 《해리가 샐리를 만났을 때》, 《시애틀의 잠 못 이루는 밤》으로 아카데미 각본상 후보에 3회 올랐다. 영화 《해리가 샐리를 만났을 때》는 영국 아카데미 영화상 각본상을 수상했다. 2012년 6월 26일 급성 골수성 백혈병(AML)으로 사망했다.

## 작품 목록

### 연출
- 행복 찾기 (1992)
- 시애틀의 잠 못 이루는 밤 (1993)
- 라이프세이버 (1994)
- 마이클 (1996)
- 유브 갓 메일 (1998)
- 럭키 넘버 (2000)
- 그녀는 요술쟁이 (2005)
- 줄리 & 줄리아 (2008)

### 각본
- 실크우드 (1983)
- 제2의 연인 (1986)
- 해리가 샐리를 만났을 때 (1989)
- 쿠키 (1989)
- 나의 푸른 하늘 (1990)
- 지금은 통화중 (2000)